# Alternativni pogon
Alternativni pogoni vozila su pogoni koji se smatraju ekološki prihvatljivim kroz smanjenje potrošnje nafte putem kroz uporabe obnovljivih izvora energije. Primjeri su električni automobili, hibridni automobili, pogon na vodik ili autoplin.